# Ellcia
Ellcia (幻想叙譚エルシア?) es una miniserie de anime lanzada en formato OVA, dirigida por Noriyasu Kogawa, producida y animada por el estudio J.C.Staff. Fueron producidos 4 episodios lanzados en Japón entre el 23 de octubre de 1992 al 23 de septiembre de 1993, cada episodio es de unos 50 minutos de duración aproximadamente.
Fue licenciada y emitida por el canal de pago Locomotion en el año 2000, con doblaje realizado en México. Luego de que terminara la exclusividad que tenía Locomotion, la distribución en América Latina quedó en manos de Xystus.

## Sinopsis
En un tiempo y espacio lejano, los habitantes de una tierra conocida como Megaronia descubrieron las ruinas de una perdida civilización. Usando la tecnología de aquella, Nabosu, Rey de Megaronia, conquistó todas las tierras.
Muchos años pasaron y ahora el libro sagrado del mundo de Eija ha sido reencontrado y con él las leyendas de una misteriosa y poderosa embarcación. Ahora la princesa Crystal de Megaronia emprendió una búsqueda por recobrar el barco y sus armamentos. Lo único que logrará separar a Crystal de concretar su plan, será un pequeño grupo de piratas encabezados por la valiente Eira.
Espadas, magia y tecnología formarán el misterioso y fantástico cuento del enfrentamiento entre Dios y el Demonio de Ellcia.